# Palästinensischer Schlüssel

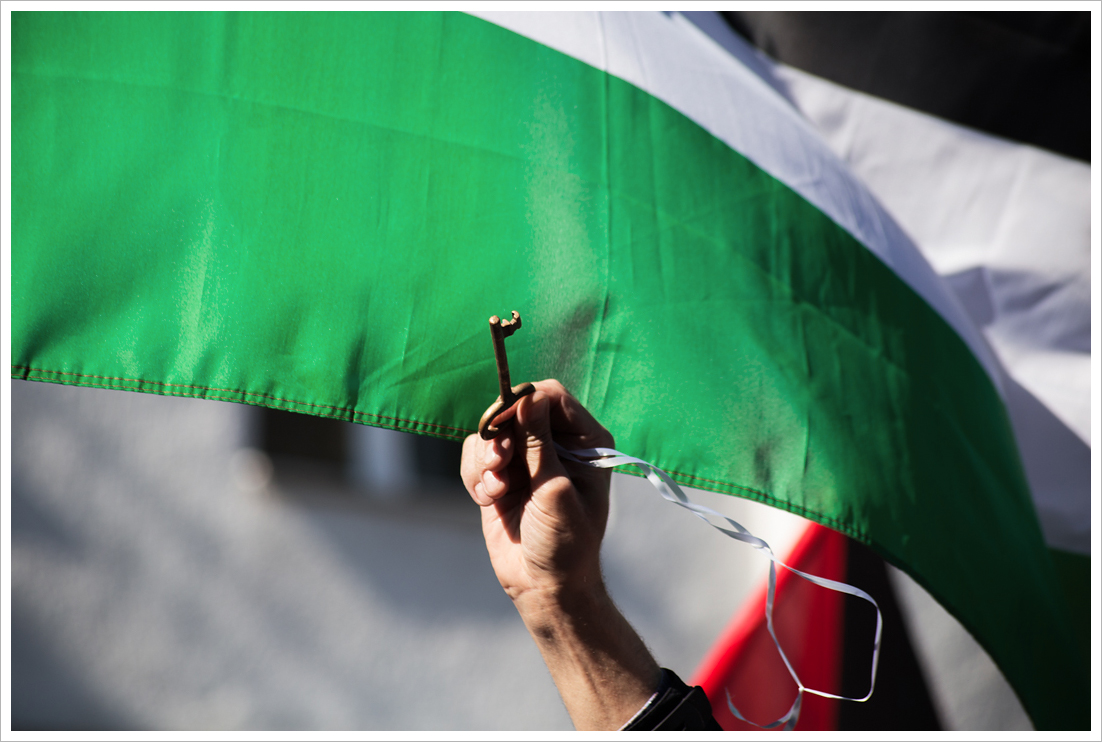
Palästinensischer Schlüssel bei einer Demonstration zum Nakba-Tag in Berlin

Der palästinensische Schlüssel ist das palästinensische Symbol für die in der Nakba verlorenen Häuser, als im Zuge der palästinensischen Vertreibung und Flucht von 1948 mehr als die Hälfte der Bevölkerung des Mandatsgebiets Palästina entweder vertrieben wurde oder vor der Gewalt floh und ihnen anschließend das Recht auf Rückkehr verweigert wurde. Der Schlüssel gilt als Teil des Willens und der Hoffnung auf Rückkehr und als Anspruch auf den verlorenen Besitz.

## Beschreibung
Viele Palästinenser bewahren die tatsächlichen Schlüssel zu ihren ehemaligen Häusern auf und betrachten sie als heilige Relikte ihrer Familiengeschichte. Diese Schlüssel symbolisieren das ungebrochene Band zur verlorenen Heimat und die fortwährende Hoffnung auf Rückkehr. Die Schlüssel sind groß und im altmodischen Stil. Vergrößerte Nachbildungen sind häufig in der Nähe palästinensischer Flüchtlingslager zu finden und werden bei pro-palästinensischen Demonstrationen auf der ganzen Welt als kollektive Symbole verwendet.

## Der größte Schlüssel der Welt

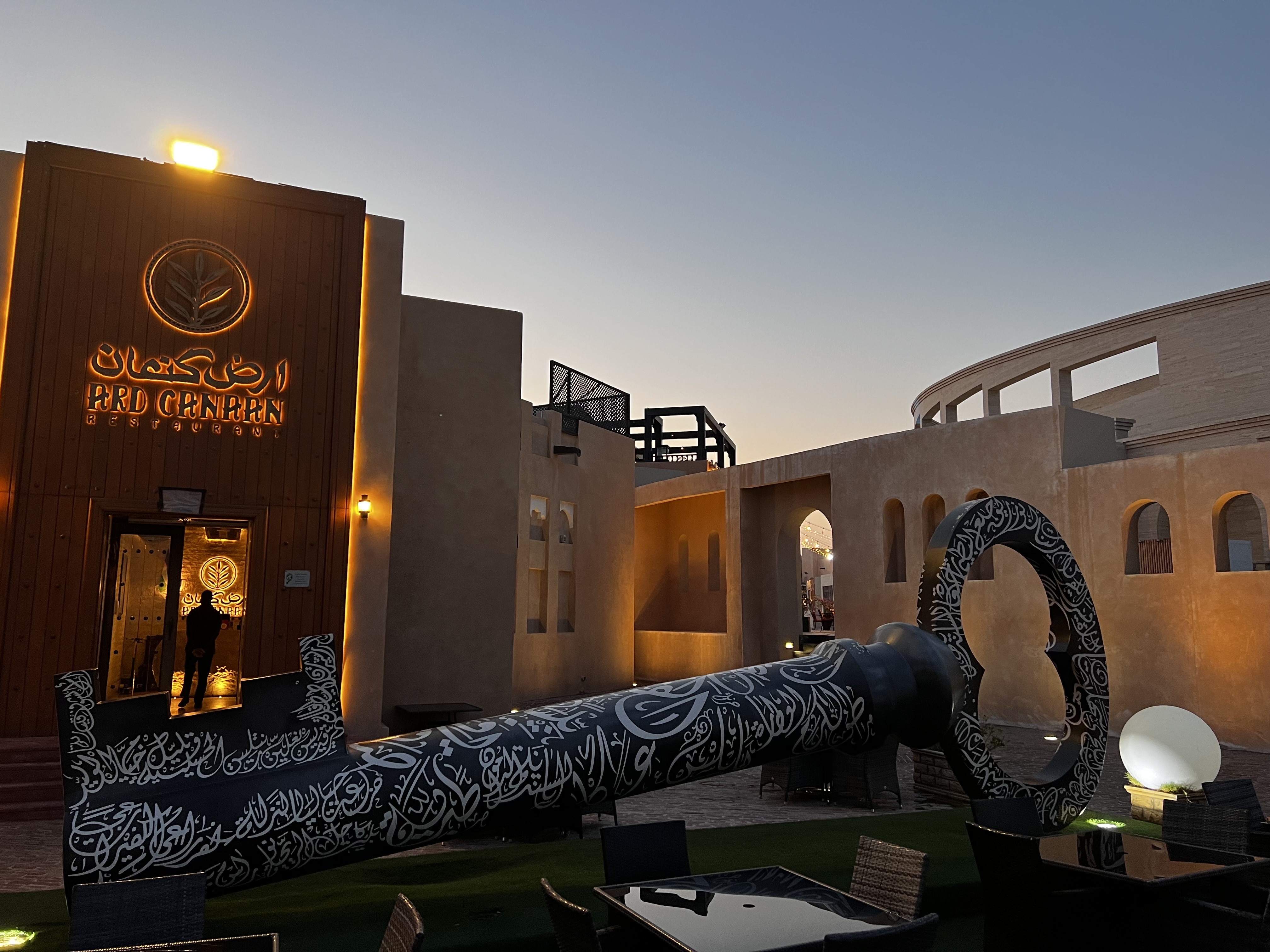
Der größte Schlüssel der Welt (Guinness-Buch der Rekorde) in Doha, Katar

Katar stellte im Jahre 2016 einen neuen Guinness-Weltrekord für den „größten Schlüssel“ auf, der zuvor von Zypern gehalten wurde. Der Schlüssel, der allen Flüchtlingen weltweit gewidmet ist, wurde im Katara Amphitheater zeitlich mit dem Nakba-Tag zusammen enthüllt, begleitet von einer Show und dem Auftritt des palästinensischen Sängers Mohammed Assaf. „Dieser Schlüssel symbolisiert das Recht der Flüchtlinge auf Rückkehr in ihre Heimat, besonders für Palästinenser. Wir hoffen, dies zeigt der arabischen Welt und allen Flüchtlingen, dass wir eines Tages zurückkehren müssen“, sagte Wessam Sowelem, Geschäftsführer des Restaurants Ard Canaan, das die Initiative ins Leben rief.
Der Schlüssel wiegt 2,7 Tonnen, ist 7,8 Meter lang und 3 Meter breit. Er besteht aus Stahl und wurde von Delta Fabco in Katar gefertigt. Der Schlüssel wird Katara geschenkt und bleibt dort als Symbol für die Unterstützung von Flüchtlingen und Kulturerbe.

## Galerie

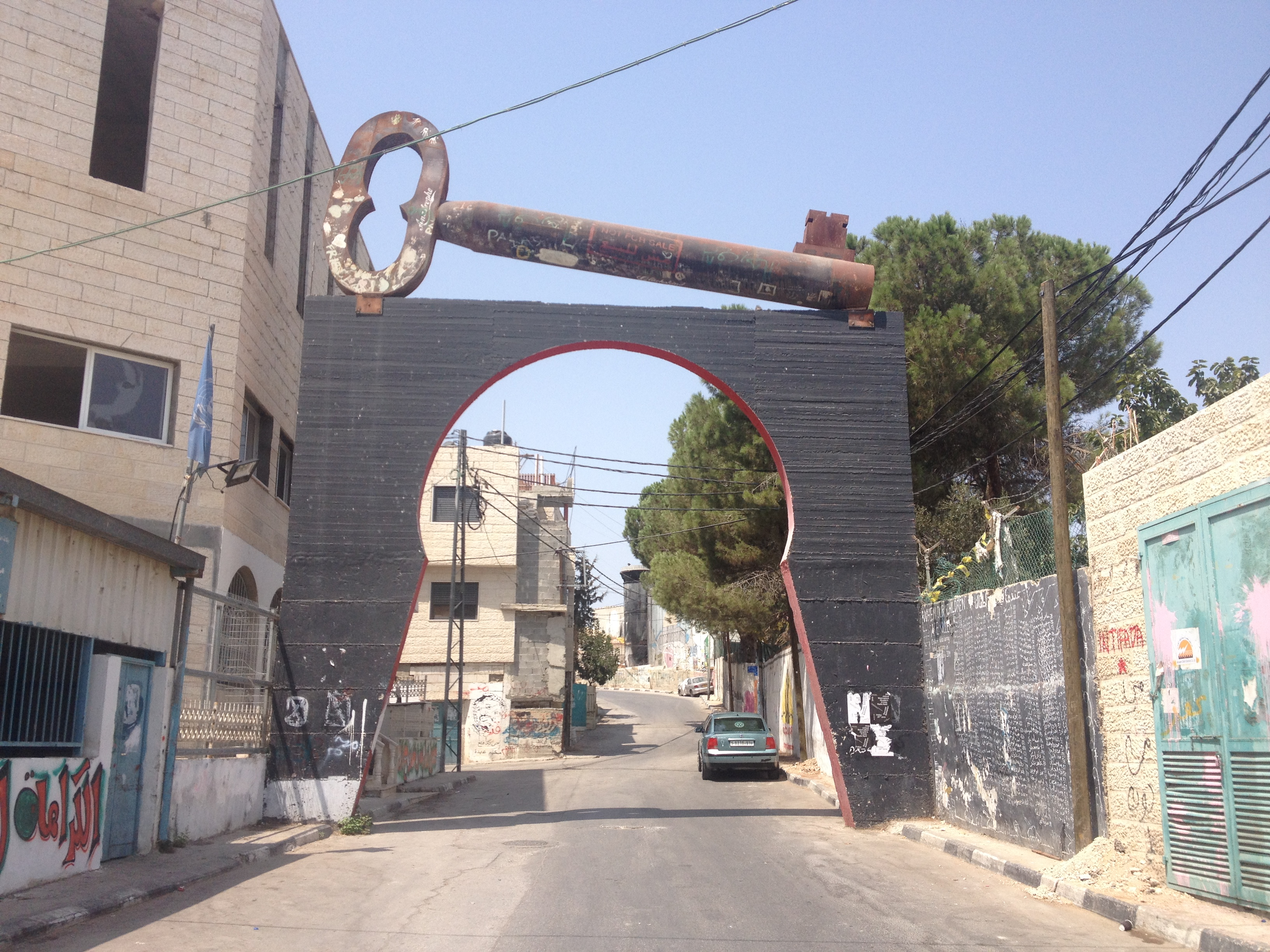
Eingang zum Flüchtlingslager Aida in der Nähe von Bethlehem
Ein Schlüssel als Teil des arabischen Wortes für „Frieden“ als Graffiti-Kunst an der Westbank-Mauer
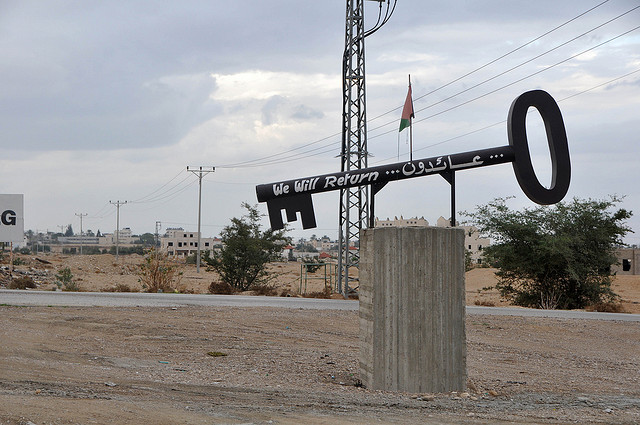
Außerhalb von Jericho mit den Worten „Wir werden zurückkehren…“
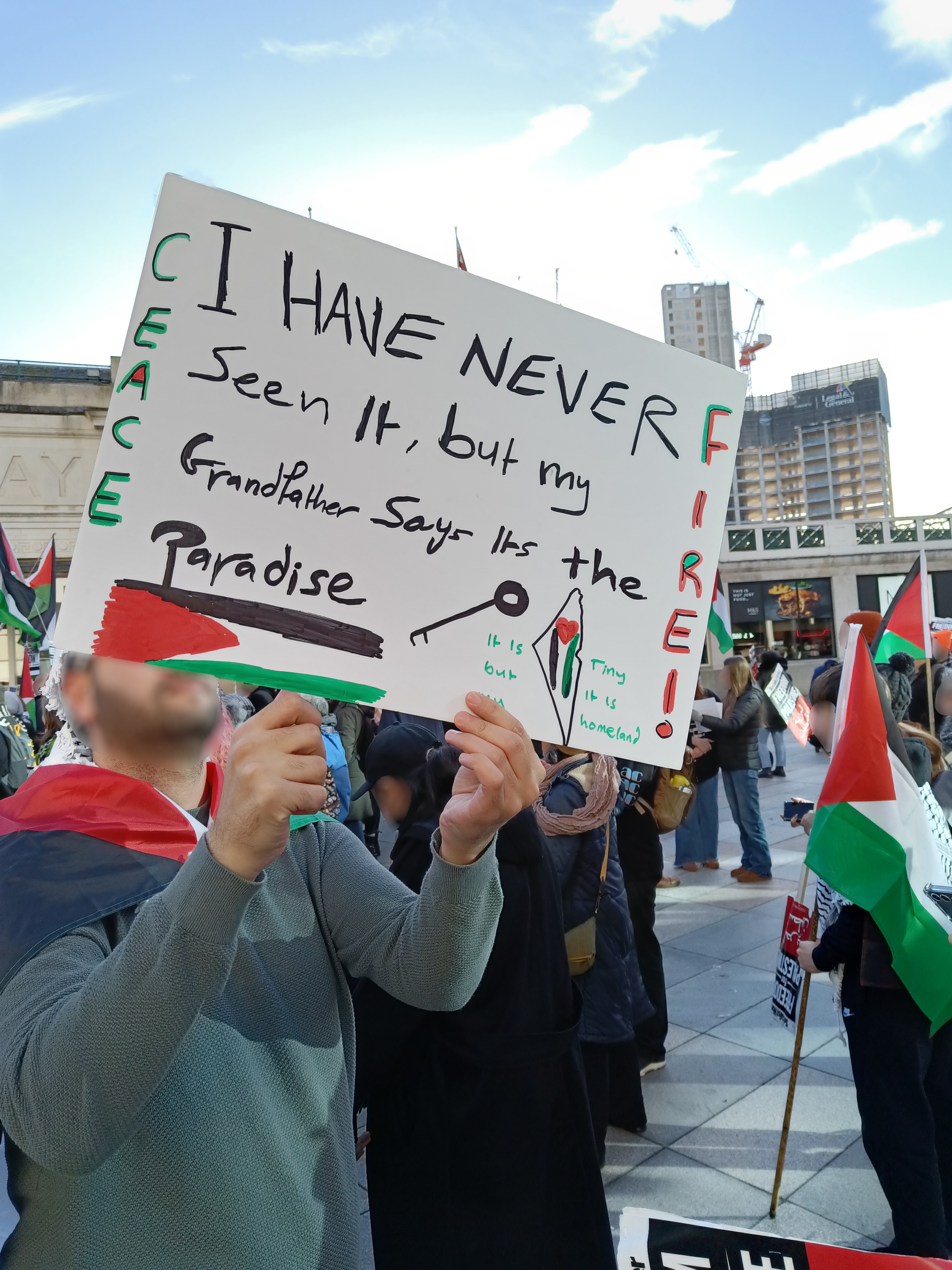
Solidaritätsprotest für Palästina in Cardiff (2023)